# 스텐실

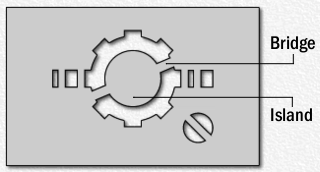
스텐실의 부품

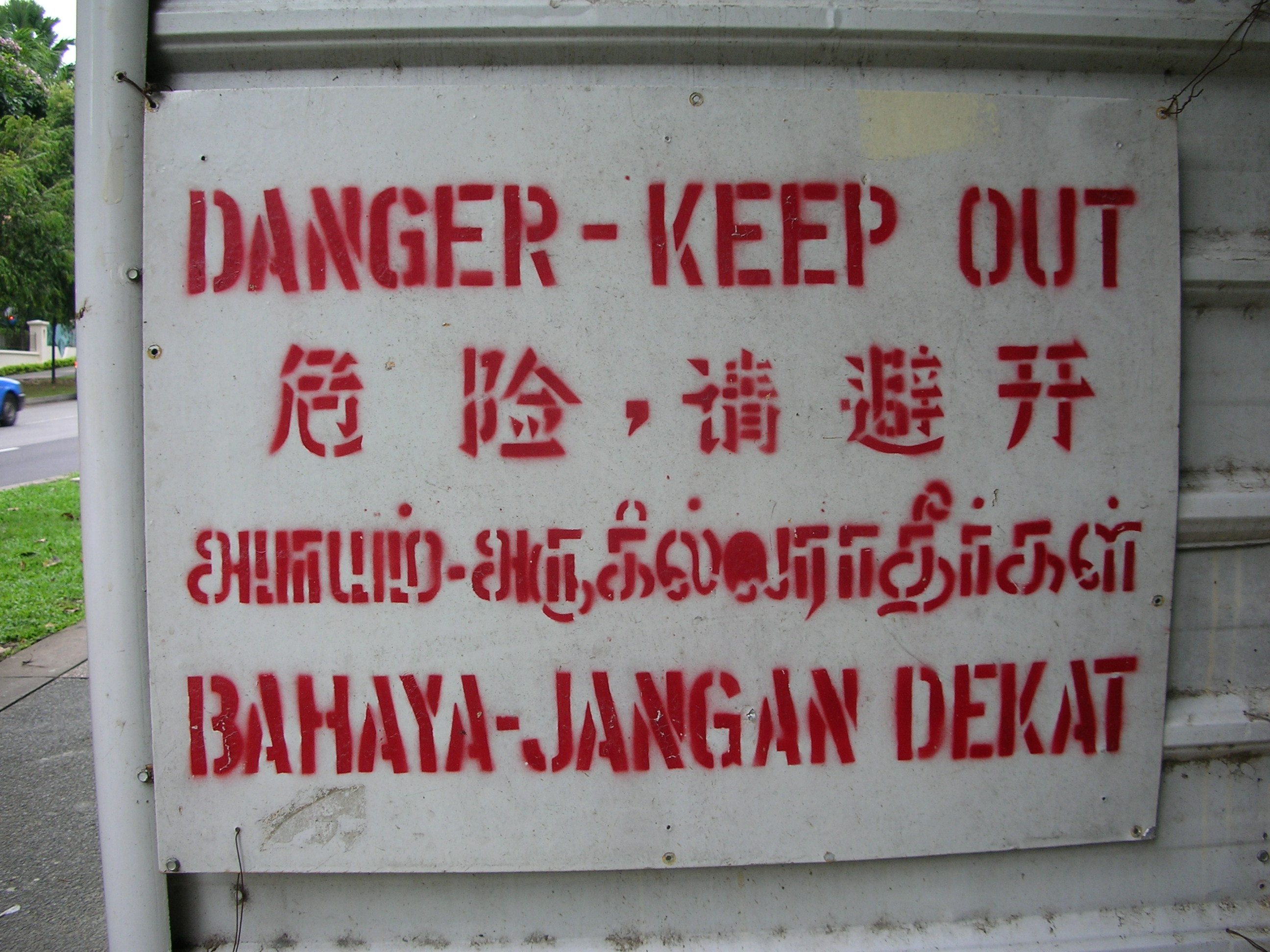
싱가포르의 스텐실 경고표지

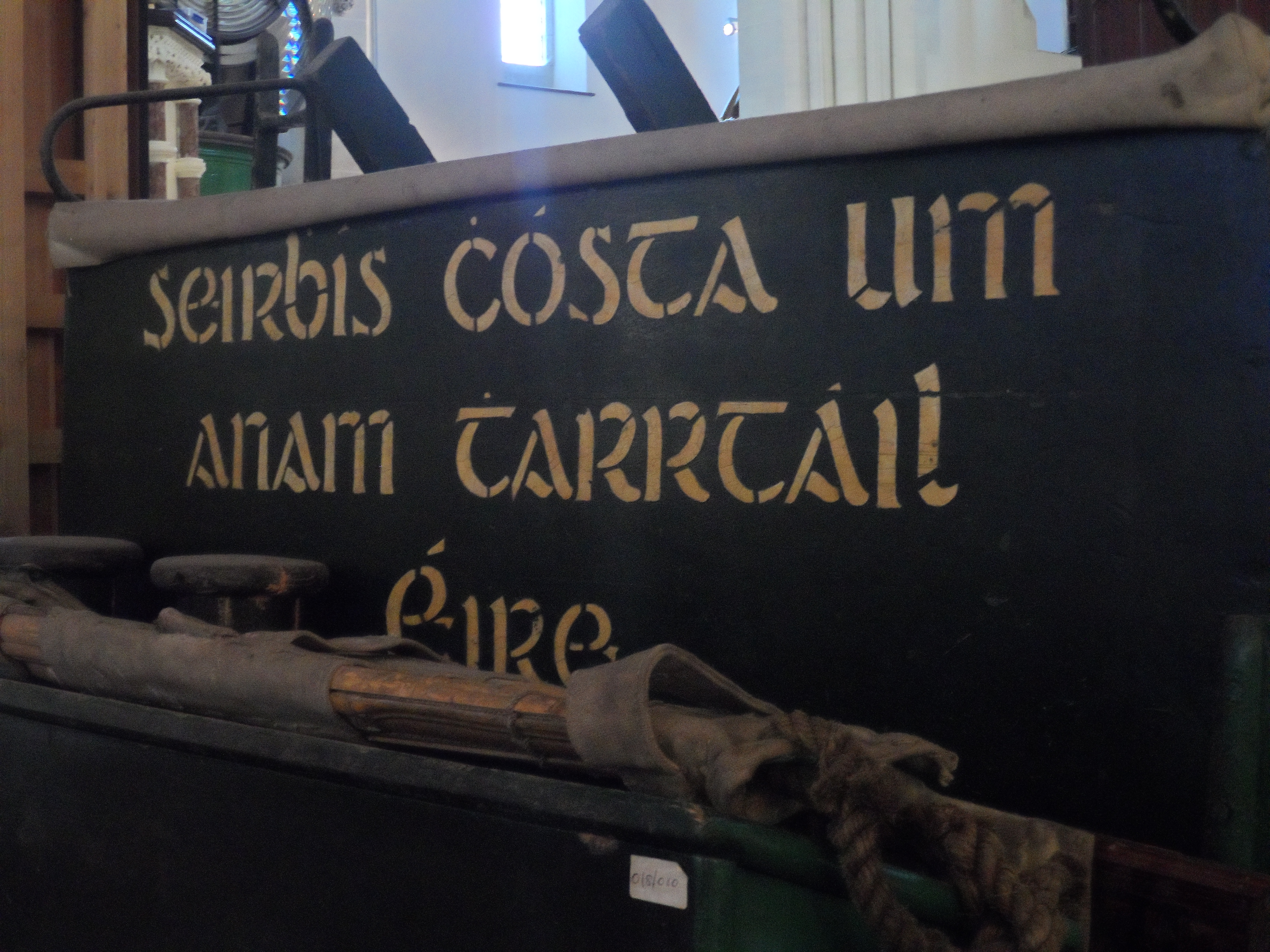
스텐실 게일 문자

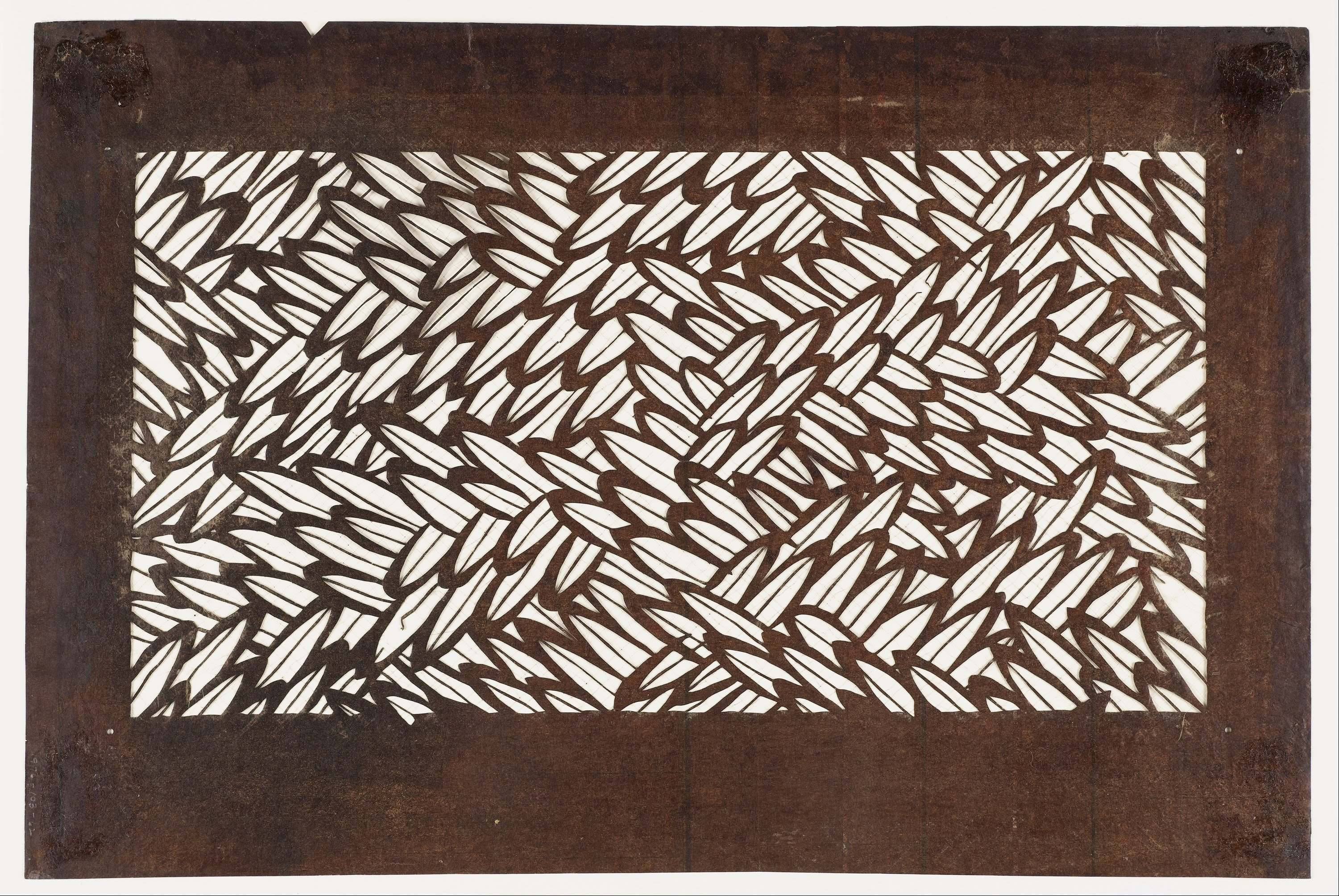
일본 이세가타가미 스텐실

스텐실(Stencil)은 안료가 표면의 일부에만 도달하도록 하여 패턴이나 이미지를 만드는 중간 물체 아래의 표면에 색소를 바름으로써 이미지나 패턴을 생성한다. 스텐실은 결과 이미지 또는 패턴과 중간 객체이다. 스텐실을 사용하는 컨텍스트는 의도된 의미를 명확히 한다. 실제로 물체의 스텐실은 보통 종이, 플라스틱, 나무 또는 금속과 같은 얇은 재료 시트이며, 문자나 디자인을 잘라내어 재료의 잘린 구멍을 통해 색소를 가하여 글자나 디자인을 만들어내는데 사용된다.
스텐실의 주요 장점은 동일한 문자나 디자인을 반복적이고 신속하게 생성하는 데 재사용할 수 있다는 것이다. 에어로졸 또는 도장 스텐실은 일회용으로 제작될 수 있지만, 일반적으로 재사용을 목적으로 제작된다. 재사용이 가능하려면 설계도를 만들고 스텐실을 작업 표면에서 제거한 후에도 그대로 유지해야 한다. 일부 설계에서는 스텐실 섬(스텐실의 절토된 "구멍" 안에 있는 재료 부분)을 다리(절토되지 않은 재료의 좁은 부분)로 스텐실의 다른 부분에 연결하는 방식으로 이루어진다.
시각 예술에서 스텐실 기술은 포초이어라고도 한다. 관련 기법(일부 초현실주의 구성에서 적용 가능성을 발견)은 스텐실 설계의 양수 대신 물체의 음수를 만들기 위해 3차원 물체 주변에서 스프레이 페인팅을 하는 항공술이다. 이 기술은 기원전 10,000년 경의 동굴 벽화에 사용되어 동물이나 다른 사물을 그린 그림들 중에서 사람의 손의 윤곽을 그리는 데 사용되었다. 그 예술가는 입으로 날린 빈 뼈를 사용하여 그의 손 주위에 색소를 뿌렸다.
스크린 프린팅은 또한 등사기와 마찬가지로 스텐실 프로세스를 사용한다. 사인이 있는 페이지가 인쇄되는 마스터는 종종 "스텐실"이라고 불린다. 스텐실은 여러 가지 기법을 사용하여 하나 또는 여러 색 층으로 만들 수 있으며, 대부분의 스텐실은 솔리드 색상으로 적용되도록 설계되었다. 화면 인쇄 및 마임그래피 중에 스텐실링용 이미지는 컬러 레이어로 구분된다. 여러 층의 스텐실을 동일한 표면에 사용하여 여러 색상의 이미지를 생성한다.

## 역사

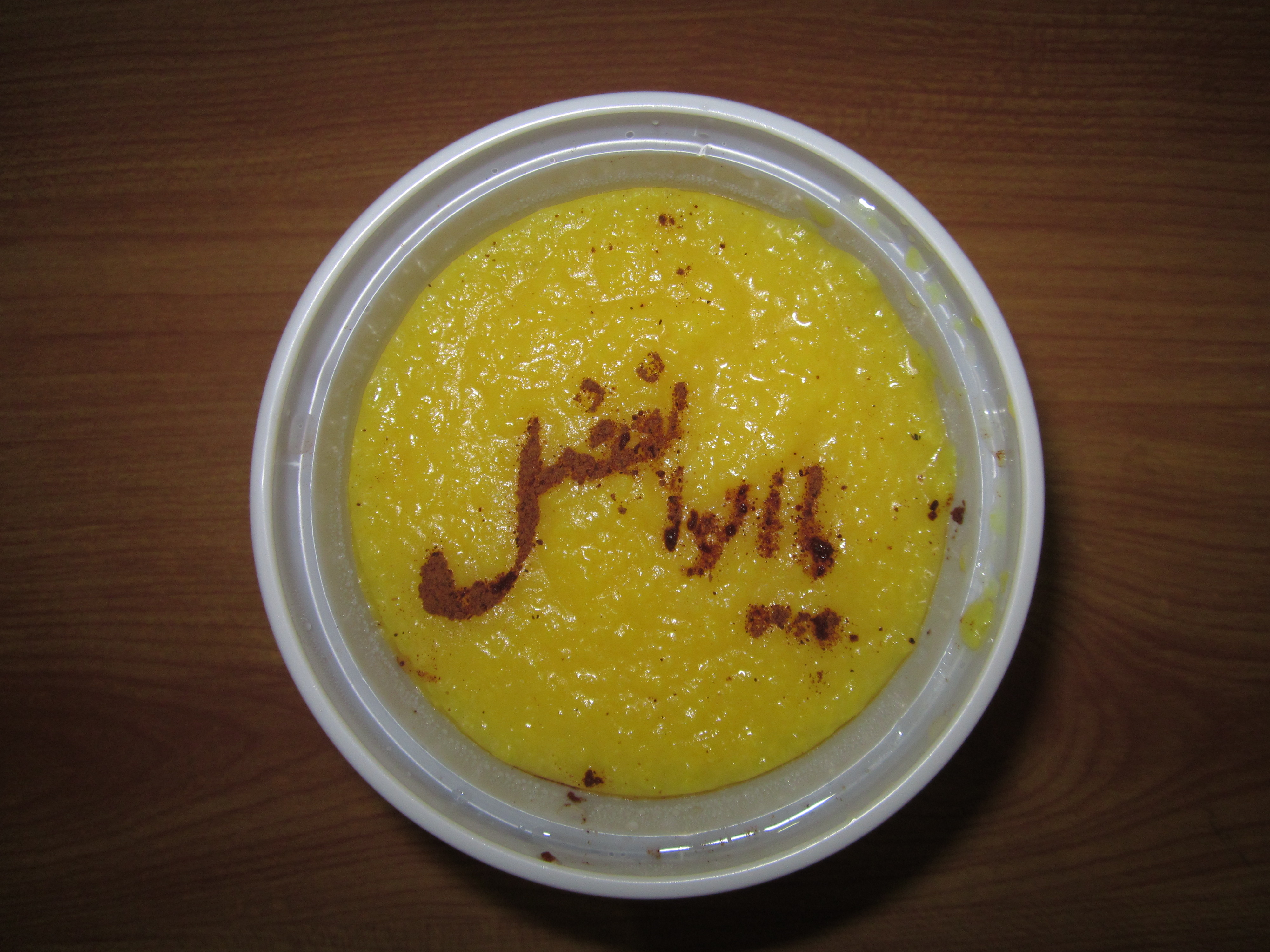
이란 디저트에 스텐실, 시나몬 파우더로 아랍어 구절을 쓰는 숄자르

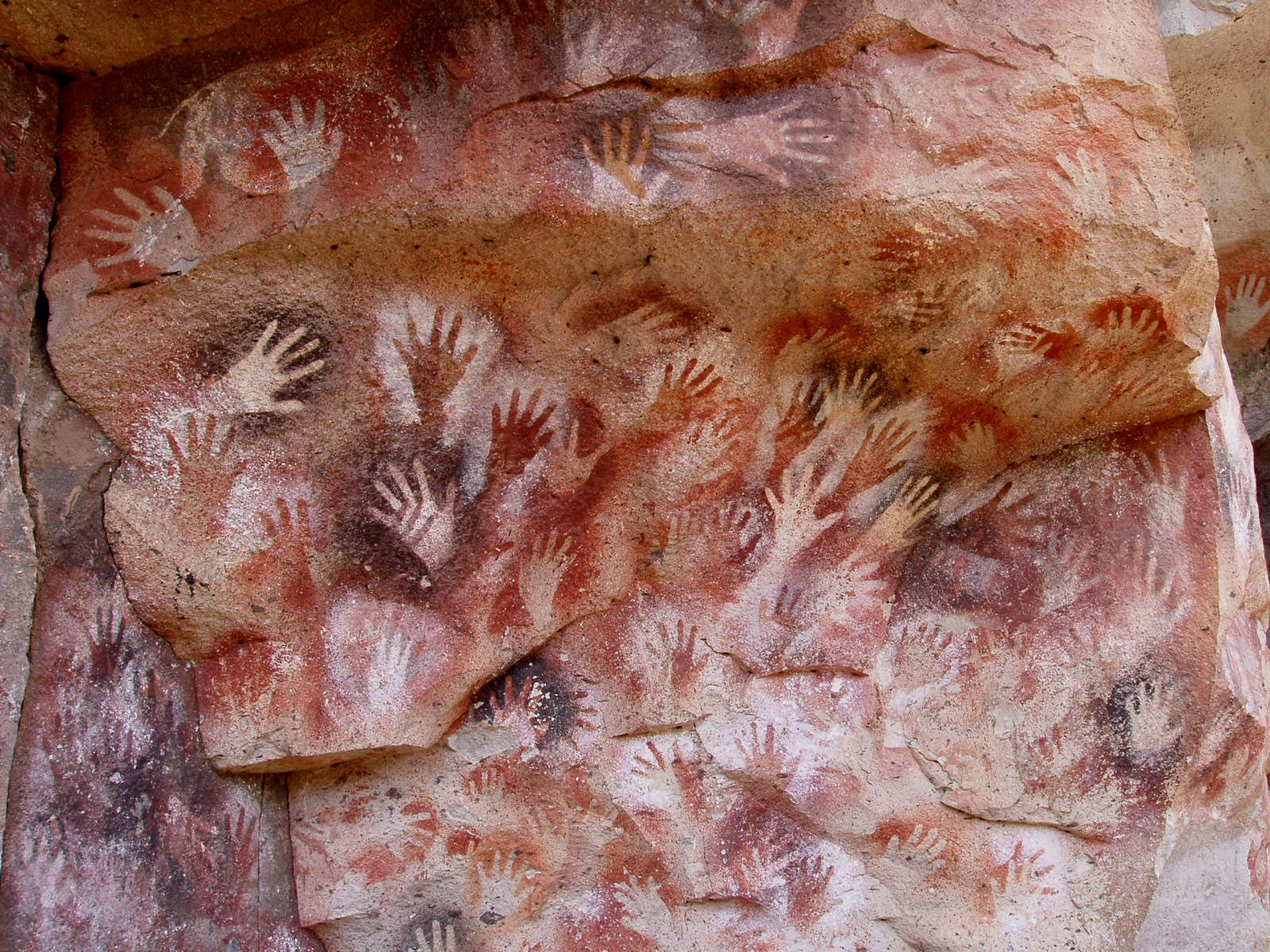
아르헨티나의 선사시대 동굴벽화, 리오 핀투라스 암각화

벽에 걸린 손에 색소를 불어 넣어 만든 손 스텐실은 아시아와 유럽에서 3만 5천년 이상 전부터 발견되었으며, 그 후 다른 대륙에서도 선사시대를 볼 수 있다. 그 후 스텐실은 모든 종류의 재료에서 역사적 회화 기법으로 사용되어 왔다. 스텐실은 오랫동안 옷감을 색칠하는데 사용되었다고 추측되며 그 기술은 일본 에도 시대에 가타조메의 세련미와 옷의 실크에 사용된 다른 기술들이 최고조에 달했을 것이다. 유럽에서는 약 1450년부터 검정과 흰색으로 인쇄된 오래된 명화, 보통 목판화에 색을 입히는 데 일반적으로 사용되었다. 특히 대부분의 인쇄물이 흑백으로 남겨진 후에도 오랫동안 스텐실로 채색을 계속한 플레이 카드가 그랬다. 스텐실은 대량 간행물에 사용되었는데, 그 활자는 손으로 쓸 필요가 없었기 때문이다.

## 홈 스텐실
스텐실의 일반적인 전통은 집안 장식과 예술과 공예에 있다. 홈 장식 스텐실은 DIY(Do It Yourself) 산업의 중요한 부분이다. 철물점, 예술공예품점, 인터넷을 통해 가정용 장식 프로젝트에 사용할 수 있는 조립식 스텐실 템플릿이 있다. 스텐실은 일반적으로 페인트 또는 롤러 브러시를 벽 테두리를 따라 트리밍하여 가정에서 사용한다. 그들은 또한 질감을 주기 위해 페인트 칠한 스폰지를 바를 수 있다.
스텐실 템플리트는 개별적으로 구입하거나 구성할 수 있다. 일반적으로 그것들은 아세테이트, 밀라, 비닐을 포함한 유연한 플라스틱으로 구성되어 있다. 스텐실은 아이들의 장난감으로 사용될 수 있다.

## 군사 스텐실
스텐실은 여러 해 동안 대부분의 나라에서 군대에서 사용되어 왔고 오늘날에도 여전히 사용되고 있다. 그것들은 장비, 차량, 배급품, 표지판, 헬멧 등을 표시하는데 사용된다. 군용 스텐실의 한 가지 용도는 제2차 세계 대전 동안 연대 단위 식별 방법으로 미국 공수부 헬멧에 카드 디자인을 적용하는 것이었다.

## 실크 스크린
실크 스크린은 종이 또는 직물에 잉크가 박혀 있는 인쇄의 일종이다. 잉크는 스텐실을 사용하여 제어되며, 스텐실은 종이 또는 직물 위에 직접 놓인다. 이 프로세스는 한 번에 하나의 잉크만 처리할 수 있다. 따라서 여러 가지 색상의 도안은 여러 번 실크를 선별해야 하며, 각 간격마다 건조하는 데 시간이 걸린다.

## 같이 보기
- 등사기
- 거리 미술